# النساء (فلم 1985)
النساء فيلم دراما مصري للمخرجة نادية حمزة  عام 1985 عن قصة وحوار الأديبة نهاد جاد  وكتبت السيناريو نادية حمزة. الفيلم من بطولة محمود ياسين، بوسي، ليلى علوي، أحمد دياب، نجاح الموجي، وماجدة زكي  وتدور الأحداث حول ثلاثة من الأصدقاء وزملاء الجامعة وما يحدث لهم في مشوار الحياة العملية من زواج وتكوين أسر.
صدر الفيلم إلى دور العرض المصرية في 21 أغسطس 1985.
منح موقع قاعدة بيانات الأفلام العربية "السينما.كوم" الفيلم درجة 4.9/ 10.

## طاقم التمثيل
محمود ياسين: في دور علوي (كاتب وصاحب مطبعة)
بوسي: في دور نهاد (المحامية زوجة علوي)
ليلى علوي: في دور نادية (مدرسة)
أحمد دياب: في دور عادل (المحامي زوج نادية)
نجاح الموجي: في دور عبد الرحمن
ماجدة زكي: في دور نعيمة (زوجة عبد الرحمن)
نبيلة كرم: في دور ليلى (مدرسة)
إنعام سالوسة: في دور مديرة المدرسة
نادر نور الدين: في دور علاء (شقيق عادل)
منى خالد: في دور الراقصة
بالاشتراك مع: فايزة عبد الجواد – شفيق الشايب – سميحة محمد – زيزي فريد – سيد دعبس – مطاوع عويس – حمدي الشريف – عادل أبو الغيط – سيد علام – مجدي القصبجي.

## أحداث الفيلم
ثلاثة من الأصدقاء تخرجوا من الجامعة، وتزوجوا من ثلاث فتيات جامعيات عن حب، الأول علوي (محمود ياسين) الذي افتتح دارا للنشر وتزوج من المحامية نهاد (بوسي) التي فضلت العمل بالمحاماة وكانت مشكلتهم الحصول على شقة بدلا من الشقق المفروشة، وكان علوي لا يقبل طباعة كتاب يخالف مبادئه مهما كانت المغريات المادية، وهو الشيئ الذي سبب له المشاكل مع زوجته التي لجأت لقضايا المخدرات، لايهمها كون موكلها ظالما، المهم الأتعاب، وفي ظل انشغالها بجمع مال الشقة، أهملت بيتها وزوجها فضاع الحب. يذكرها علوي دائماً بأن الكبير بمبادئه وليس شهرته، فترد عليه بأن الواقع أكبر من الحب، ويشتد الخلاف بينهما وتطلب نهاد الطلاق، فيجيبها علوي حرصا على كرامته، وتقيم نهاد في بيت شقيقتها نادية (ليلى علوي) المتزوجة من الصديق الثاني عادل (أحمد دياب).
الصديق الثاني عادل يعمل محاميا في أحد الشركات، وتزوج في شقة ورثها مع شقيقه الطالب علاء (عادل نورالدين) والذي كان يتحرش بنهاد. كانت نادية خريجة أداب وتعمل موظفة في مكتب الصحة، وقرأت عن اعلان وظيفة مدرسة خريجة آداب بالكويت، لكن يشترط عدم زواجها، ورفض عادل سفرها لأن الفراق بداية القسوة وموت الحب، ولكن طمع ناديه في شقة مستقلة، جعلها تزور أوراقها وتسافر للكويت، واضطرت نهاد للإقامة ببنسيون مشبوه، قامت الشرطة بالقبض على من فيه بسبب وجود مجرم هارب وزوجته، واضطر علوى لإستلام طليقته من القسم لإنها في شهور العدة، وفوجئت ناديه بحملها وافتضاح أمرها، فتم طردها وإعادتها لمصر. حاول علوي عودة الوئام مرة اخرى مع حبيبته نهاد، التي أخبرته بأنها لاتريده، ورفض علوي الاستماع لشفاعة عادل معتقداً باستحالة اجتماع الرقة مع الكبرياء في قلب المرأة، فالمتكبرة مخلوق بشع، اذا استضعفت الرجل قتلته بكبريائها. ترك علوي لنهاد الشقة المفروشة حتى لاتضطر للإقامة في بنسيون.
الصديق الثالث هو عبد الرحمن ( نجاح الموجي) الموظف بالشهر العقاري والذي لم يسمح لزوجته نعيمة (ماجدة زكي) بالعمل، وأقام معها في حجرة فوق سطح عمارة، وأنجب ولد وبنت، وعامل زوجته بقسوة شديدة، كان منبعها سخطه على حياته المتدنية، ولكن حلت جميع مشاكله وتحسنت علاقته بنعيمة، بعد أن باع قطعة أرض وامتلك شقة بالتقسيط في عمارة فاخرة، وأغرى صديقه علوي بأخذ شقة في نفس العمارة، وتنازل علوي قليلا، وقبل طبع كتب دراسية خاصة، حققت له قيمة الدفعة الأولى للشقة، فأرسل خطابا لطليقته وحبيبته نهاد، ليواعدها أمام العمارة للحصول على شقة فيها، لكنهما يفاجئان بانهيارها على رؤوس سكانها، ومنهم نعيمة وعبد الرحمن، لترتمي نهاد في أحضان علوي، نادمة على كل ما سبق من أفكار.

## وصلات خارجية
- مقالات تستعمل روابط فنية بلا صلة مع ويكي بيانات
- النساء على موقع الدهليز
- النساء على موقع كاروهات